# Операторные сопротивления
Операторные сопротивления — отображение реальных электрических сопротивлений с помощью методов операционного исчисления, применяемое в операторном методе расчёта переходных процессов в электрических цепях.
При преобразовании электрической схемы производится следующая замена:
- активное сопротивление

{\displaystyle R\quad \Rightarrow \quad R},
- индуктивность

{\displaystyle L\quad \Rightarrow \quad Lp},
- электрическая ёмкость

{\displaystyle C\quad \Rightarrow \quad {\frac {1}{Cp}}}.
Кроме этого, в операторной схеме замещения к операторным сопротивлениям индуктивности и ёмкости следует добавить дополнительные операторные ЭДС:
- к операторному сопротивлению индуктивности следует добавить операторную ЭДС {\displaystyle Li_{L}(0)}, направленную в ту же сторону, что и ток через данную индуктивность. К операторному сопротивлению ёмкости следует добавить операторную ЭДС {\displaystyle {\frac {U_{C}(0)}{p}}}, направленную в сторону, противоположную направлению тока через данную ёмкость. Здесь {\displaystyle i_{L}(0)} и {\displaystyle U_{C}(0)} — независимые начальные условия.